# Увез
Увез (фр. Ouvèze) је река у Француској. Дуга је 93 km. Улива се у Рону. 